# NGC 680
NGC 680 é uma galáxia elíptica (E) localizada na direcção da constelação de Aries. Possui uma declinação de +21° 58' 16" e uma ascensão recta de 1 horas, 49 minutos e 47,3 segundos.
A galáxia NGC 680 foi descoberta em 15 de Setembro de 1784 por William Herschel.